# Peter Heidt

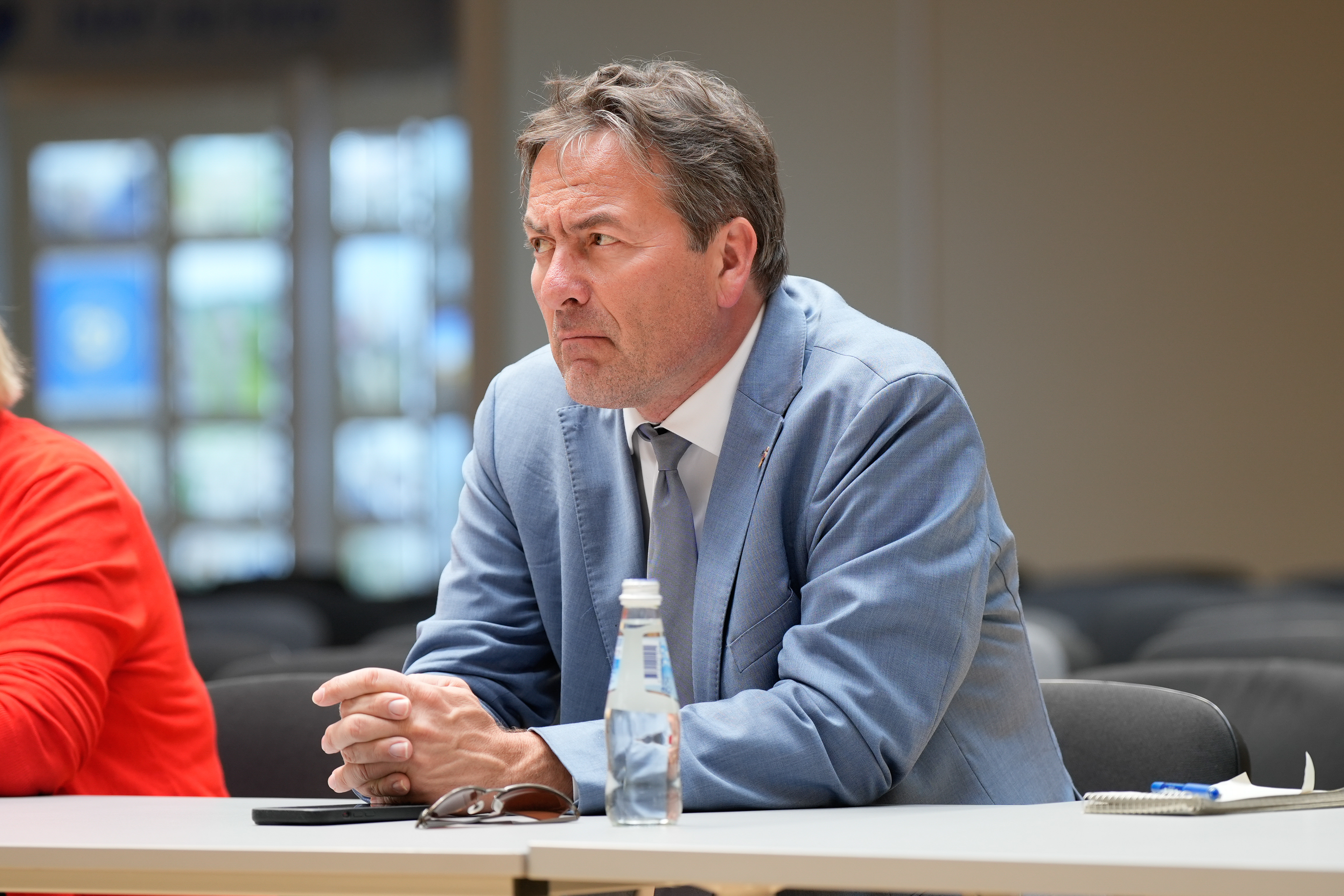
Peter Heidt 2024

Peter Heidt (*  28. April 1965 in Frankfurt am Main) ist ein deutscher Politiker (FDP) und Rechtsanwalt. Er war von 2019 bis 2025 Mitglied des Deutschen Bundestages.

## Biographie
Nach dem Abitur 1984 leistete Heidt seinen Wehrdienst ab und begann ein Studium der Rechtswissenschaft an der Justus-Liebig-Universität Gießen. 1992 legte er das erste und 1995 nach dem Referendariat in Gießen und Frankfurt das zweite juristische Staatsexamen ab. Nachdem er von 1989 bis 1991 zweieinhalb Jahre als Assistent eines Landtagsabgeordneten in Wiesbaden gearbeitet hatte, ist er seit 1997 als selbstständiger Rechtsanwalt tätig. Er absolvierte an der Deutschen Anwaltsakademie einen Spezialisierungslehrgang im Baurecht. Heidt ist Mitinhaber der Kanzlei am Adolfsturm in Friedberg.

## Politik und Partei
Heidt trat 1986 als Student den Jungen Liberalen und ein Jahr später auch der FDP bei. Von 1987 bis 1990 war er Kreisvorsitzender der Jungen Liberalen im Wetteraukreis, von 1988 bis 1992 zudem Mitglied des hessischen Landesvorstandes des Jugendverbandes. Seit 1988 ist er Mitglied im FDP-Kreisvorstand des Wetteraukreises und seit 2006 Mitglied des Kreistags, wo er 2011 zum Vorsitzenden der FDP-Fraktion ernannt wurde. Zuvor war Heidt 1999 Mitglied des Ortsbeirats der Bad Nauheimer Kernstadt und gehörte von 1999 bis 2006 der Stadtverordnetenversammlung von Bad Nauheim an. Seit 2016 ist er erneut Mitglied dieses Gremiums.
Für die Bundestagswahl 2017 wurde er auf Platz sieben der hessischen Landesliste gesetzt, womit er einen Einzug knapp verpasste. Am 1. Juli 2019 rückte er für Nicola Beer in den Bundestag nach.  Bei der Bundestagswahl 2021 trat Heidt auf Platz 7 der Landesliste Hessen wieder an. Ihm gelang erneut der Einzug in den 20. Deutschen Bundestag.
Heidt war Obmann der FDP im Ausschuss für Menschenrechte und humanitäre Hilfe und war bis Juli 2024 Mitglied im Ausschuss für Bildung, Forschung und Technikfolgenabschätzung, danach wechselte er in den Verteidigungsausschuss. Heidt ist Teil des Programms „Parlamentarier schützen Parlamentarier“. Er hat mehrere Patenschaften übernommen. Einer seiner Patenschaften ist der in Belarus inhaftierte, belarussische Oppositionspolitiker Wiktar Babaryka. Heidt war Vorsitzender der Deutsch-Baltischen Parlamentariergruppe und stellvertretender Vorsitzender der Deutsch-Mexikanischen Parlamentariergruppe. Seit April 2023 ist Heidt Mitglied im 1. Untersuchungsausschuss der 20. Wahlperiode des Deutschen Bundestages.

## Privates
Heidt ist ehrenamtlich als erster Vorsitzender beim Sportverein VfB Friedberg tätig. Heidt ist in zweiter Ehe verheiratet und hat zwei Kinder.
2023 wurde durch die Staatsanwaltschaft Anklage gegen Heidt vor dem Amtsgericht Friedberg erhoben; der Vorwurf lautete auf Veruntreuung von Mandantengeldern. Das Verfahren wurde im Oktober 2024 nach einer Zahlung von 20.000 Euro durch Heidt an die Staatskasse eingestellt.